# Abigail (película de 2019)
Abigail es un cortometraje dramático estadounidense de 2019 dirigido y producido por Max Hechtman y Christonikos Tsalikis. La película sirvió como tesis superior de Hechtman para su Licenciatura en Ciencias en Cine y Medios en el Fashion Institute of Technology. Está influenciada por un guion de una sola escena del mismo nombre del escritor Jason K. Allen y está inspirada en una historia real que trata el tema de las decisiones al final de la vida. Se proyectó por primera vez como parte del programa sénior de cine y medios FIT el 17 de mayo de 2019 y un año después fue nombrado cuartofinalista en el quinto concurso anual de cortometrajes de Stage 32.Debido a la pandemia de COVID-19, su primera proyección pública se llevó a cabo de manera virtual el 6 de octubre de 2020 en la Long Island International Film Expo 2020, donde ganó el Premio del Público, y fue nominado a Mejor Cortometraje, Mejor Cortometraje de Long Island y Mejor Director.A esto le siguieron proyecciones en el Festival de Cine de Point Lookout el marzo de 2021, el Festival de Cine de Golden Door el abril de 2021, el Festival Internacional de Cine de Long Beach el julio de 2021 y el Festival de Cine de Portland el octubre de 2021.

## Premisa
Un viudo anciano y solitario lucha por aceptar la pérdida de su esposa y las circunstancias que rodearon su muerte. Cuando visita su tumba, se encuentra con una niña que le muestra el camino hacia la curación.

## Elenco
- Richie Allan como Elmer
- Elvira Tortora como Abigail
- Lauren Hart como mujer en el cementerio
- Leilani Marie Vasquez como La Chica

## Producción

### Desarrollo
El guion original de Jason K. Allen para la película sólo incluía la escena del cementerio. Cuando Max Hechtman optó por el guion, el documentalista Josh Koury, su profesor en ese momento, alentó a Hechtman a ampliarlo para que se ajustara a los requisitos de la tarea de tesis final. Hechtman trabajó en estrecha colaboración con su madre, Meryl, el codirector Christonikos Tsalikis y la editora de guiones Miscelleana Tsalikis para que la historia se ajustara al límite de duración requerido de 15 a 20 minutos de la tarea. Esto implicó incorporar detalles de la trama sobre cómo muere Abigail y el uso de flashbacks no lineales, utilizando la adaptación cinematográfica de The Notebook (2004) y la secuencia de apertura de la película de Disney/Pixar Up (2009) como inspiración. Es el primer corto narrativo de Hechtman que cuenta con actores profesionales en los papeles, con Elvira Tortora y la actriz infantil Leilani Marie Vasquez haciendo su debut en la pantalla como Abigail y The Girl respectivamente.

### Rodaje
El rodaje tuvo lugar en Merrick, Nueva York y en el cementerio All Faiths en Middle Village, Nueva York, del noviembre de 2018 al abril de 2019.

### Postproducción
La postproducción de la película se completó en agosto de 2019.

## Recepción
Jenna Reilly de Take 2 Indie Review le dio a la película 4 estrellas y escribió que "no solo explora el costo emocional de la pérdida de un ser querido, sino que también le da al espectador un poderoso mensaje de esperanza".